# برج پارک۱
برج پارک۱ (انگلیسی: Parc1 Tower) ساختمان اداری ۶۹ طبقه مستقر در شهر سئول، کره جنوبی است، که در سال ۲۰۲۰ احداث گردید.